# Gyda Anundsdatter
Gyda Anundsdatter af Sverige (også kaldt Gunhild  og Guda) var en svensk prinsesse og dansk dronning, død ca. 1049.
Gunhild var datter af den svenske konge Anund Jakob, det er usikkert om dronning Gunhild var hendes mor. Hun blev i 1047 eller 1048 gift med danske kong Svend Estridsen. Muligvis var de allerede gift mens Svend boede i eksil ved det svenske hof. Efter ca. et års ægteskab dør Gyda. Det vides ikke om nogle af Svends børn også var Gunhilds.

## Enkedronning Gunhild
Efter at hendes far døde i 1050 giftede Svend sig med Gydas mor, eller stedmor, enkedronning Gunhild, men parret blev snart tvunget af kirken til at gå fra hinanden igen. Stedmoren vendte tilbage til Sverige, hvor hun ejede gods i Västergötland og ifølge traditionen levede et klosterlignende, fromt liv for at bøde for sine synder.
Gunhild er i historien ofte blevet blandet sammen med sin (sted)mor, fordi de bar samme navn (også Guda og Gyda), og fordi de begge var gift med Svend Estridsen.